# 岡山ひだまりの里病院
岡山ひだまりの里病院（おかやまひだまりのさとびょういん）は、公益財団法人林精神医学研究所岡山県岡山市南区に設置する精神科病院。

## 概要
1999年、開院。180床(精神療養病床60床,3認知症治療病床120床)を擁する。2012年、ISO9001取得。
全日本民主医療機関連合会(民医連)に加盟している。

## 診療科
- 内科[3]
- 精神科[3]
- 神経科[3]

## 医療機関の認定
- 保険医療機関[3]
- 生活保護法指定医療機関(中国残留邦人等の円滑な帰国の促進並びに永住帰国した中国残留邦人等及び特定配偶者の自立の支援に関する法律に基づく指定医療機関を含む。)[3]
- 指定自立支援医療機関（精神通院医療）[3]
- 精神保健指定医の配置されている医療機関[3]
- 身体障害者福祉法指定医の配置されている医療機関[3]
- 公害医療機関[3]
- 無料低額診療事業実施医療機関[3]

## 関連施設
- 林道倫精神科神経科病院 - 系列病院(岡山市中区)。
- グループホームひだまりの家 - 当院に隣接。認知症患者が、今まで自宅で生活してきた雰囲気や生活習慣を大切にしつつ、地域の中で共同生活をしていく場。

## 交通アクセス
- JR山陽本線「岡山駅」より両備バス「淡水湖経由上山坂経由宇野行」または「淡水湖経由小串経由宇野行」乗車(50分)、「西飽浦」停留所より徒歩５分